# دفع المخزون
دفع المخزون عبارة عن فلسفة البضاعة الموجودة حيث يتم تخصيص المخزون (البضاعة الموجودة) من موقع الإنتاج إلى المستودعات استنادًا إلى توقُّع كل مستودع. ويُمكن تحقيق أفضل تطبيق لهذه الطريقة عندما تفُوق كميات الإنتاج كميات الطلبيات قصيرة المدى. ولابد من تخصيص هذه الكميات بموجب نقاط التخزين المُفضلة بطريقة ما والتي تُحقق المغزى الاقتصادي.